# Departamento de Iglesia
Departamento de Iglesia är en kommun i Argentina.   Den ligger i provinsen San Juan, i den nordvästra delen av landet, 1 200 km nordväst om huvudstaden Buenos Aires. Antalet invånare är 6 737. Arean är 19,8 kvadratkilometer.
Terrängen i Departamento de Iglesia är bergig åt sydväst, men åt nordost är den kuperad.
Trakten runt Departamento de Iglesia är ofruktbar med lite eller ingen växtlighet. Trakten runt Departamento de Iglesia är nära nog obefolkad, med mindre än två invånare per kvadratkilometer.